# Muhammad Rahim Bahadur Khan II

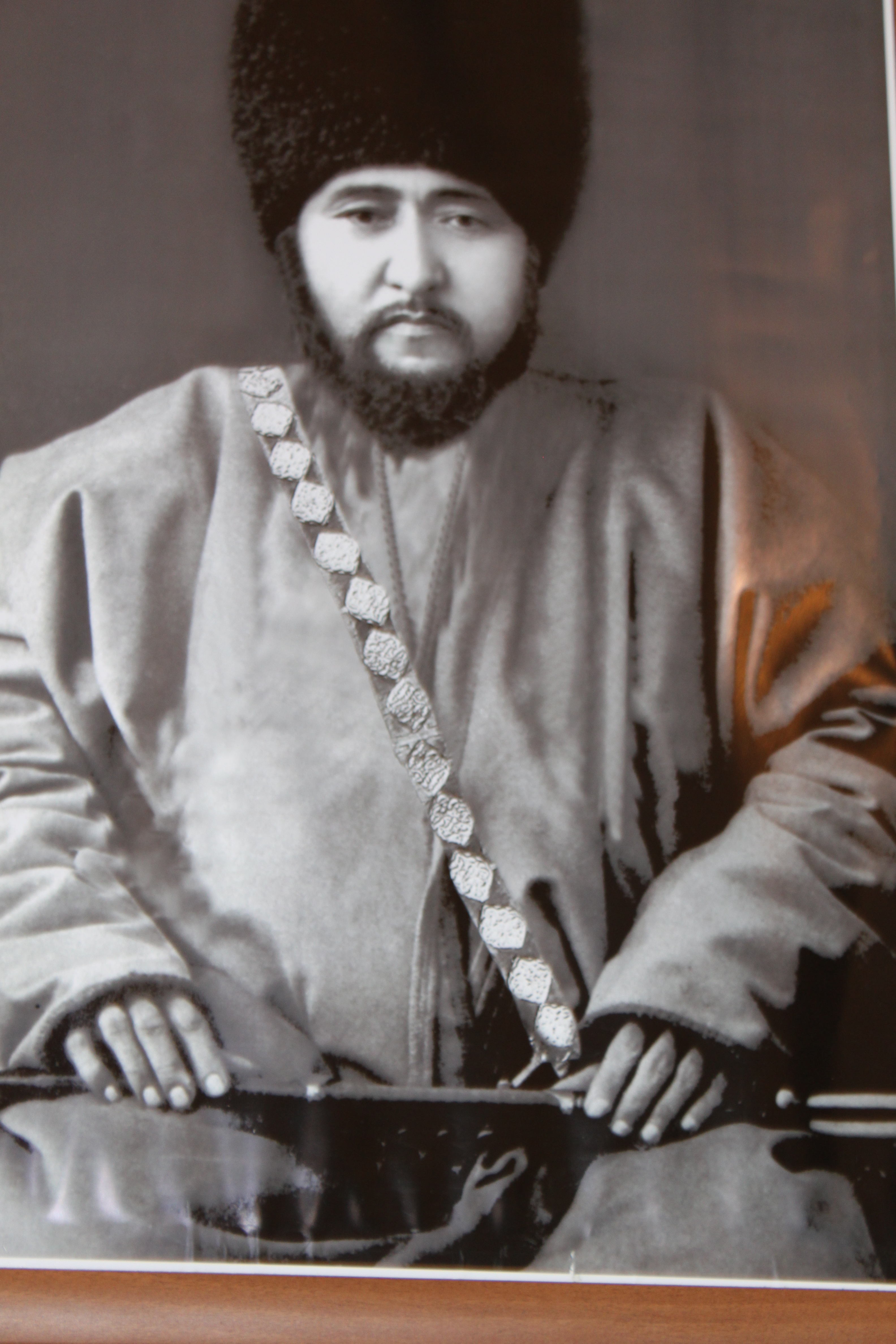
Muhammad Rahim Khan II

Muhammad Rahim Bahadur Khan II fou kan de Khivà fill i successor de Sayyid Muhammad Khan quan aquest va morir el setembre de 1864. Tenia llavors 18 anys.

## Biografia
El 1867 el general Konstantin Petrovich von Kaufman, nomenat governador general del Turquestan, va escriure al kan i va notificar el dret rus a perseguir saquejadors per la conca del Sirdarià o Yaxartes. El kan va rebutjar aquest dret als russos però aquestos en va fer poc cas. El novembre de 1869 els russos desembarcaven un destacament a la badia de Krasnovodsk on van construir una fortalesa, seguida d'una altra a Chikishlar. En aquest temps es va produir una revolta a les Estepes dels cosacs del Don, els calmucs i els kazakhs; només els kazakhs de Turgai en van quedar fora; les valls dels rius Volga i Ural estaven en estat de confusió, els habitants fugien i les caravanes eren assaltades i van deixar de circular. L'estiu del 1870 la revolta continuava; els kazakhs van atacar el fort de Novo-Alexandrovsk a l'illa Mertwiy Kultuk de la mar Càspia i el van cremar. També foren destruïts la petita estació de Nikolai i els fars propers. Quan finalment la revolta fou dominada els kazakhs capturats van manifestar que havien estat instigats pel kan de Khivà que els havia finançat i donat suport logístic. Els russos van acusar d'això al kan, així com d'allotjar saquejadors, i de retenir l'enviat rus Sultan Dawlat Bushaef, un kazakh (acusat per Khivà de ser traïdor a Kokand i Bukharà). El kan va fer enverinar els pous en el camí des de Krasnovodsk (als que es van tirar gossos morts) i va construir una nova ciutadella a la capital amb 20 canons, i va fer tallar diversos canals de l'Oxus de manera que els vaixells russos no els poguessin navegar.
Un fort rus fou construït al cap Urga de la mar d'Aral, i els kazakhs russos emigrats de Khiva van quedar alliberats de taxes a condició d'aportar tropes en cas de guerra. El gener de 1870 Kaufman va escriure altre cop al kan refermant les seves peticions anteriors i amenaçant amb represàlies; la carta fou contestada pel kushbegi i el diwanbegi que insistien en el dret del kan a recaptar taxes entre els habitants de les muntanyes Bukan i proposava l'alliberament de dos ostatges a canvi que els russos no travessessin més la frontera. Kaufman va respondre que l'emperador governava arreu on hi havia subjectes seus i, per tant, al llac Akchakul o a les muntanyes Bukan. Un temps després Kayfman va enviar tropes a l'estepa d'Ust Urt a l'oest de Khiva per mantenir el territori tranquil. El kan de Khivà va enviar a Baba Biy a Bukharà per assegurar l'aliança de l'emir, però Baba fou detingut per l'emir a petició dels russos. El sobirà de Bukharà va tractar de fer de mediador; va alliberar Baba i va enviar a Haji Urak com a portaveu, demanant al kan de Khivà l'alliberament dels presoners russos, el fi dels saquejos, i el kan havia d'enviar un delegat a Taixkent, però el kan no fou receptiu a menys que els russos deixessin de passar el riu.
A la primavera del 1873 un fort destacament sota el coronel Markozof, va sortir de Krasnovodsk per explotat l'antic llit de l'Oxus; va avançar cap a les fonts d'Ortaku, poc més de 300 km a l'est de les muntanyes Balkhan. Després es va dirigir al sud i va atacar als turcmans al districte d'Ushamala i es va dirigir al fort de Kizil Arvat, però es va haver de retirar per un atac dels turcmans en el que va perdre molts camells; altres destacaments al mateix temps exploraven les arenes del Kizil Kum fins a la frontera de Khivà, i també el Ming Bulak i les muntanyes Bukan. Aquestos actes van impulsar al kan a enviar dos delegats, Murtaza Biy i Baba Nazar Atalik, un a Tblisi i l'altre a Orenburg, ignorant deliberadament al governador del Turquestan, amb l'únic que havia de tenir contactes a petició dels russos.
En una carta al gran duc Miquel es queixava de la invasió de les seves fronteres per expedicions russes i oferia alliberar els onze presoners russos que tenia si es prevenia que això seguís passant, i afegia que si aquestos presoners només eren un pretext per fer la guerra i estendre els dominis russos, llavors que es fes la voluntat de Déu. Els enviats van ser aturats un a Timur Khan Shura, i l'altre a Orenburg, i se'ls va comunicar que les cartes no serien rebudes fins a l'alliberament dels presoners i una ambaixada fos enviada a Taixkent. El kan llavors va enviar una ambaixada al virrei de l'Índia, demanant ajut contra Rússia; el virrei els va advertir que havien de fer la pau amb Rússia, atendre les seves demandes i no donar motius per posteriors greuges. Aquest moviment va decidir als russos a actuar.
La dificultat d'una campanya contra Khivà estava en el fet que era un oasi al mig del desert a 1000 km de Taixkent, 1500 d'Orenburg i 800 km de Krasnovodsk i no es podien acostar tampoc per via fluvial perquè la flotilla era poc important i tenia el pas tallat a la boca de l'Oxus. Es va decidir que s'enviarien tres columnes:
- Una des del Turquestan manada per Kaufman amb 3.430 infants 1.150 cavallers i 677 artillers amb 20 canons, 2 metralladores i 8 llança roquetes, subdividit en dos columnes, una que passaria per Jizakh manada pel general Golovauhof, i un altre per Kazalinsk sota el coronel Golof. 8000 camells foren utilitzats pel transport conduïts principalment per kazakhs que cobrarien 50 rubles per cada camell mort; quatre vaixells intentarien remuntar el riu i col·laborar en allò possible.

- Una altra sortiria d'Orenburg avançaria pel Yemba i la part occidental de la mar d'Aral, formada per 3.461 infants, 1.797 cavallers, alguns canons i llança roquetes, sota comandament del ataman cosac Verefkin.

- La tercera dividida en tres seccions: una manada pel coronel Lomakim, avançaria des de Mangishlak per Bish Akty, Ilte idashe i Tabin Su al golf d'Aibugir, amb la missió de cooperar amb la columna d'Orenburg; les altres dues seccions amb uns 2000 homes en total, manades pel coronel Markosov, marxarien respectivament dels forts de Chikishlar i Krasnovodsk.

La columna que venia de Kazalinsk fou la primera a fer moviment i va arribar a Irkibai al Sirdarià en 12 dies construint un fort anomenat Blagoveschtschensk. En tres dies més la columna va arribar a Kizil Kak on va trobar mal temps; el gel feia difícil la ruta pels camells i no hi havia llenya per cremar. En dos dies va arribar a la muntanya Bukan i llavors va marxar per Yushkuduk, Kokpatas i Mingbulak fins a Tamdy. L'altra divisió que marxava des de Jizakh per Uchma, Farish, Sintab, Timur Kabuk, i les fonts de Balta Saldir, creuant a frontera pels ramals nord de les muntanyes Karatau i Nuratau. El fred era sever i molts camells van morir. A Timur Kabut se'ls van unir alguns camells i provisions enviades per l'emir de Bukharà; llavors es va subdidvidir en dues columnes a causa de la manca d'aigua: una que va anar cap a les fonts de Bishchaghan, Jani Kasgan i 
Kideri, i l'altra cap a les de Koshbaigi, Baiman tanti, Machi i Aristan-bel-Kuduk on es van tornar a reunir les dues subdivisions l'1 d'abril. Mentre el kan de Khivà ja havia rebut notícies i va enviar 21 esclaus russos i alguns enviats natius a Kazalinsk, però ja no podia aturar l'expedició que havia sortit d'allí poc temps abans.
Des de Aristan-bel-Kuduk van seguir cap a la ruta de pous anomenada Ming Bulak i Shurakhana, però informats pels bukharians que la ruta per Khalata i Uch Uchak era més curta la marxa fou alterada. Van aconseguir 800 camells dels kazakhs del Kizil Kum i l'expedició va arribar a Khalata el 6 de maig de 1873 on se'ls va unir l'altra columna que havia marxat des de Tamdy. A la fortalesa en ruïnes de Khalata es van fer restauracions per convertir-la en fort que es va dir Sant Jordi. Se suposava que eren 125 km de bon camí fins al riu Amudarià, però en realitat eren quasi 200 km d'arena tova amb només un lloc amb aigua, les fonts d'Adam Krilgan ("La Destrucció de l'Home") a uns 40 km de la sortida. El lloc era estèril sense signes de vegetació amb algunes fonts d'aigua dolenta; es va decidir enviar una avantguarda cap a Uch Uchak a l'Amudarià, però la calor era tan forta que l'avantguarda no va poder fer més de 50 km abans de retornar. No es podia avançar i calia retirar-se; l'aigua recollida a Adam Krilgan s'esgotava; però llavors un quirguís del destacament kazakh que el gran duc Nicolau i el coronel Dreschem ja tenien per un molt bon guia, va esmentar que a poca distància a la dreta hi havia les fonts d'Alti Kuduk. Kaufman li va oferir una recompensa de 100 rubles si trobava l'aigua i el quirguís ho va fer sense gaires problemes; una part de les tropes fou enviat a les fonts d'Alti Kuduk, on les fonts eren poques i massa fondes, però era aigua; es va poder treure la suficient per omplir els dipòsits. Després es van enviar petits destacaments cap al riu al qual van arribar en 11 dies en lloc dels 2 que suposaven. Només quedaven 1200 camells. La ruta estava coberta d'esquelets d'homes i animals, equip, i armament que era abandonat per ser recollit més tard.
Mentre al kanat s'havia fet una lleva general. Una part de l'exèrcit va marxar cap a Kungrad, al for de Jani Kala prop del Cap urga, per protegir el kanat pel cantó d'Ust Urt, mentre un cos de 6.000 o 7.000 homes va anar a Daukara per cobrir la part oriental de l'Aral. Quan es va notificar que s'acostava Kaufman una força de 3.500 turcmans, kazakhs i naukers es va reunir a Udi Udiak, la meitat manats pel diwanbegi Muhammad Niyaz, als que després es van unir 2.000 més sota Muhammad Murad, visir del kan; les tropes es van concentrar al llac Sarda Ba Kul, a l'est d'Uch Uchak. Els russos van tenir una escaramussa amb una de les patrulles, però quan el cos principal es va trobar amb el russos va ser dispersat.
Els russos van seguir avançant per la riba dreta del riu cap a Shurakhana, i en quatre dies van arribar a Ak Kamish. Gairebé enfront hi havia el fort de Sheikh Arik, guardant un fort on els khivans tenien forces que foren dispersades; els russos van travessar el riu i van ocupar el camp on només i havia arròs i sal. El soldats russos, afamats, es van menjar dos cavalls morts al combat. El 28 de maig una delegació de Shurakhana va anar al camp rus queixant-se de mal tractament rebut de khivans i turcmans i demanant protecció; foren els primers khivans que es van sotmetre; un destacament cosac va estar quatre dies a la població; es van donar provisions als russos, ramats i farratge.
Pel seu costat el coronel Markosof va avançar per Bugdaili i Aidin cap a Uzboi a l'antic llit de l'Oxus, i llavors per Topiatan, Igdy, Ortakuya i Dandur fins a les ruïnes del fort Zmukshir, a 60 km a l'oest de Khivà i esperar allí l'arribada de la divisió del Turquestan. A Igdy hi van arribar sense problemes, i prop d'allí van tenir un xoc amb els turcmans teke als que van derrotar. Fins a Ortakuya era una gran extensió d'arena buida i el calor insuportable i la manca d'aigua va fer impossible arriba i es van haver de retirar cap a Krasnovodsk. Les tropes, amb molts malalts, van ser atacades en la retirada pels turcmans; finalment van arribar a Krasnovodsk, tots malalts o ferits i havent patit 60 baixes a causa del calor i perdut l'armament, el botí fet als turcmans, els camells i les provisions. L'expedició només va servir per distreure als tekes d'ajudar els khivans.
La divisió de Lomakin va marxar per l'altiplà d'Ust Ust, sortint de Kinderli en tres seccions (27, 28 i 29 d'abril) i va patir la manca d'aigua; per Kandy i Senek es va dirigir a Bish Akti, on es va enviar un destacament manat pel major Navrozki que va derrotar a un cos de kazakhs i va aconseguir cavalls i camells reunint-se les tres seccions. Van seguir per les fonts de Kamisty, Karastchik, Sai Kuyu i Bussaga.
Altre cop es van dividir, aquesta vegada en dues seccions que avançaven a intervals per no esgotar l'aigua de les fonts, passant per les fonts de Karakin, Kinir, Alpai Mas, Ak Metschet, Ite Iji, Bailiar, Kizil Agir i Baichagir, Mendali, Alan, i finalment Itibai, a la cantonada sud-oest del golf d'Aibugir. Prop d'Alan van passar per les ruïnes d'un fort construït pel príncep Bekovitch Cherkaski. Després de comunicar amb el general Veretkin, el destacament va creuar el Aibugir, va passar per Kungrad i unes hores després es reunia sense problemes amb el destacament d'Orenburg. La marxa pel Ust Ust fou difícil, amb més de 600 km de calorós desert, amb poca aigua i provisions, però es va fer amb 29 dies.
La columna d'Orenburg va passar el Yemba l'11 d'abril, va travessar el camí ja explorat i va seguir la marxa sense dificultats arribant a les arenes de Barsuk i a la costa oest de la mar d'Aral al cap Urga. Verefkin va emetre una proclama pels karakalpaks i turcmans als que demanava anar a les terres dels kazakhs russos que s'havien refugiat a territori de Khivà, i acompanyar-lo a Khivà. Alguns caps van acceptar i van provar els seus serveis com a guies i intèrprets; després van creuar l'Aibugir, i el general Verefkin va ocupar el fort de Janikala, que fou destruït i va avançar cap a Kungrad; prop hi havia un fort contingent de khivans que va fugir; a Kungrad la ruïna de les muralles i les cases mostrava la duresa de la guerra amb els turcmans quinze anys abans. El general Verefkin va fer destruir l'anomenat palau del Khan, residència del Beg de Kungrad i la casa de Jesaul Mamit, el comandant militar de les forces de la regió. L'únic que es va agafar a la ciutat fou uns quilos de pa d'arròs. El poble havia fugit però després van retornar amb les garanties donades pels russos i van facilitar algunes provisions.
La flotilla de l'Aral va sortir de la boca del Sirdarià el 29 d'abril i dos dies després va ancorar a l'illa de Takmak ata al golf d'Aibugir. Allí va restar uns dies i després va entrar a la branca occidental del Ulkun Darya anomenada Kichkin Darya, fins al petit fort d'Ak Kala que fou bombardejat i la guarnició dispersada. Llavors va seguir per l'Ulkun Darya cap a Kungrad a poc més de 50 km on va ancorar per manca d'aigua. Es va enviar un destacament a comunicar amb el general Verefkin, però traït pel seu guia kazakh els seus membres foren assassinats; els seus cossos foren trobats més tard per la columna d'Orenburg, mutilats, i foren enterrats.
La columna d'Orenburg va avançar cap a Khojeili, i després de dues escaramusses va trobar a l'exèrcit de Khivà d'entre 3.000 i 5.000 homes i alguns canons, manats per Uzbek Yakub Biy, a uns 30 km de la ciutat. Poca resistència van poder oferir i els russos van entrar a Khojeili, on foren ben rebuts per la població. D'allí van seguir cap a Mangut; pel cami van enfrontar un contingent de turcmans manat de Janubi Beg que fou dispersat; Mangut es va rendir amb poca lluita i els khivans es van retirar; el general rus els va perseguir cap a Kitai (al canal de Karagös); un altre grup fou perseguit cap a Kilij Niaz pel coronel
Skobolef. Avançant més endavant les columnes russes van passar per Gurien on l'exèrcit de Khivà va presentar una dèbil resistència.
El kan va veure que no hi havia esperança i va enviar al general Verefkin una carta demanant una treva de tres o quatre dies dient que n'havia enviat una semblant al general Kaufman, on demanava la pau amb Rússia i esperava que castigaria als turcmans, els seus súbdits indisciplinats. Es va considerar que només volia guanyar temps i van seguir avançant per Kath i Kashkupir cap a Khivà, amb diverses escaramusses i creuant diversos canals. El 7 de juny van acampar a uns jardins del kan a només 5 km de la ciutat. Des de les muralles es van disparar canonades i Verefkin fou ferit al cap. Els russos van respondre al foc i poc després una delegació arribava a demanar la pau, explicant que el kan havia fugit i que hi havia molta anarquia. El general ferit els va reenviar al general Kaufman, l'únic amb autoritat per fer la pau, i va ordenar que ho aturaven el foc des de les muralles o en dues hores la ciutat seria bombardejada. El foc però va seguir; una delegació de la ciutat va tornar per explicar que eren els turcmans i que els habitants no els podien controlar. A les deu de la nit el bombardeig es va aturar per tres hores. Llavors va arribar un missatger del general Kaufman avisant que estava a només 17 km, a Yanghi Arik, i que estava negociant la rendició de la ciutat, i convocava a Verefkin a reunir-se amb ell a un pont a 5 km a l'est de la ciutat.
La columna del Turquestan com s'ha dit havia arribat a Sheikh Arik. Prop d'alli es va lliurar un curt i decisiu enfrontament amb un cos de turcmans; Kaufman va rebre una carta del kan quixant-se de la invasió del seu estat i mostrant-se disposat a complir els desitjos del general, el qual va contestar que ferien la pau a Khivà. El 5 de juny la columna va seguir avançant i en poques hores va arribar a Hazarasp, on hi va haver una petita escaramussa, però els khivans van abandonar la ciutat. Era la principal fortalesa del kanat defensada per aigua per tres costats i a l'altra per una muralla de més de 9 metres d'altura; allí els russos van trobar quatre canons, un polvorí, gra i arròs. El 6 de juny Kaufman va tenir notícies de la divisió d'Orenburg i el 7 va rebre les felicitacions del kan de Bukhar; el dia 9 va seguir l'avanç i el 10 va arribar a Yanghi Arik. Alli va rebre una carta del kan portada pel seu cosí Inal Irtasali; reconeixia la sobirania del tsar, reconeixia també que no era capaç de controlar als yomuds turcmans, i avisava que l'endemà al matí aniria al seu campament.
Mentre l'anarquia es desenvolupava a la ciutat per la lluita entre els partidaris de la resistència i la submissió. El diwanbegi Mat Murad dirigia el partit nacional i de l'altre costat el germà del kan, Atajan Tiura, que havia estat empresonat durant set mesos, fou nomenat Khan i el seu oncle Sayyid Amir Ul Umara va rebre autoritat compartida amb ell. L'endemà van anar els dos co-khans al camp de Kaufman juntament amb Irtasali, i van oferir la seva submissió.
Mentre Verefkin havia enviat un fort contingent per reunir-se amb el de Turquestan; els que van quedar van rebre altre cop el foc des de les muralles; la porta nord (Shahabad) fou bombardejada i assaltada per coronel Skobolef que va avançar pels carrers cap al palau; Kaufman va atacar per la porta d'Hazarasp i va entrar en triomf amb banderes desplegades i musica sonant. Una guardia es va establir al palau per protegir l'harem i la propietat. Les muralles foren ocupades i els habitants desarmats. El general va començar a rebre en audiència les diferents diputacions d'habitants que en general eren de felicitació. El kan titular s'havia refugiat entre els yomuds i Atajan Tiura, nomenat durant els darrers esdeveniments, fou confirmat temporalment pero Kaufman li va escriure per demanar la seva tornada i li va oferir ser restaurat com a kan. Poques hores després apareixia al quarter del general.
El kan tenia uns trenta anys, era fumador compulsiu, i extraordinàriament alt (prop de 2 metres), i es va entrevistar amb el general en una cerimònia descrita a bastament per Mc Gahan. Tenia només 4 esposes (tal com recomana l'Alcorà) però un centenar de concubines. El kan fou restaurat. En aquest moment la població del kanat s'estimava en mig milió de persones
Es va nomenar un consell per assistir al kan, format per tres russos (els tinents coronels Ivanov, Posharof i Khoroshin) i tres khivans (el diwanbeg Mat Niyaz, l'oficial natiu més capacitat, el Inak Irtasali, i el Mekhter o ministre de finances Abdullah Biy); el consell estava presidit pel kan que tenia el poder nominal però Ivanov tenia el poder real; el kan podria administrar els afers religiosos i nomenar governadors. Mat Murat i el seu lloctinent Rahmetullah, hostils als russos, foren enviats presonars a Kazalinsk i d'allí a Rússia; el kan Atajan va ingressar amb alt rang a l'exèrcit rus. Per complaure a l'opinió pública russa es van alliberar els 30.000 esclaus perses que eren una base important de l'economia del kanat; identificats, foren portats en grups de 500 o 600 a Krasnovodsk; dos de les partides foren atacades pels turcmans i molts dels perses van morir o foren reesclavitzats i altres van morir després quan els russos se'n van anar.
Un tractat de pau fou signat entre el general Kaufman i el kan el 23 d'agost de 1873 (conegut com a tractat de Gendiamin, per haver-se signat als jardins d'aquest nom, propietat del kan), pel qual aquest es comprometia a ser un lleial súbdit del tsar i no fer tractats amb altres poders ni expedicions militars sense consentiment de les autoritats russes. El limit entre els dos estats es va fixar a l'Amudarià seguint la seva branca més occidental fins a la mar d'Aral i en aquest fins al cap Urga i a la vora nord de l'Ust Urt i l'antic llit de l'Oxus; a la dret del riu el territori i habitants passaven a Rússia amb dret a cedir una part al kan de Bukharà; la navegació pel riu seria exclusiva pels russos i els khivans i Bukharians ho haurien de fer amb permís rus. Rússia adquiria el dret a crear al riu embarcadors, factories i dipòsits la seguretat dels quals corresponia al kan. Totes les ciutats i pobles del kanat estaven oberts als russos i les seves caravanes tenien pas lliure i la seva seguretat quedava garantida; els mercaders russos podrien tenir agents a Khivà i altres ciutats i posseir propietats que seria taxada només amb permís rus. Els contractes amb els russos s'havien de complir i els greuges contrarestats amb rapidesa, els causats per les autoritats russes i els causats per oficials khivans; els criminals russos a Khivà serien arrestats i entregats i ningú podria entrar al kanat des de Rússia sense passaport. El tractat de pau fou publicat a la Gaseta del Turquestan abans de ser conegut per les autoritats de Sant Petersburg.
El kan va emetre un edicte abolint l'esclavatge. Una multa de 2.200.000 rubles fou imposada al kan per despeses de guerra, a pagar en plata o en moneda russa, 100.000 rubles els dos primers anys i gradualment augmentada fins al 1881 quan serien 300.000 rubles.
Els russos van administrar l'àrea cedida com departament de l'Amudarià dins de la província de Sirdarià, sota el govern de Taixkent. Les principals ciutats eren Shurakhan, a la vora de l'Amudarià al sud de la moderna To'rtku'l, i Shımbay; el govern fou concedit al general Ivanov com a primer comandant a Khivà delegat de Kaufman. El primer fort rus fou erigit a la vora del Amudarià a 3 km de Shurakhan i fou anomenat Fort Petro-Alexandrovsk, proper a la moderna To'rtku'l. El segon fou el fort proper a No'kis a l'inici del delta de l'Aral (estou del 1874) però el lloc no fou satisfactori a causa de les inundacions i la manca d'argila i es va limitar a un fort per 350 homes esdevenint Petro-Alexandrovsk el fort principal, al costat del qual va sorgir una ciutat d'estil europeu que vers 1885 ja tenia diversos serveis com hospital, tendes, banys, edificis oficials, etc. A No'kis es va construir un moll per la flotilla que es va incrementar progressivament.
Entre 1874 i 1880 cinc expedicions van anar a la regió per explorar-la i aixecar mapes. Els llibres d'història i manuscrits trobats al país foren portats a Rússia i posats en valor amb el seu estudi. El general Ivanov amb dues divisions no tenia prou forces per controlar la regió a la dreta del riu. Els pagesos no eren massa pobres però estaven exposats als atacs de lladres i saquejadors turcmans especialment a l'hivern quan els rius gelats podien ser creuats fàcilment. El poble vivia en tendes (yurtes) a vegades agrupades en pobles de centenars tendes.
Els turcmans i les seves incursions foren un problema pels russos; quan les forces russes van sortir de Khivà els turcmans van començar a atacar altre cop i a la part esquerra del riu, sota domini del kan però sense forces militars, la seva actuació era fàcil i tenia com únic obstacle la guarnició d'Ivanov a Petro-Alexandrovsk. Ivanov va demanar repetidament l'annexió total de Khiva que el govern de Sant Petersburg va refusar. Pero contra els turcmans Alexandre II de Rússia va haver d'autoritzar la mà dura. El 1877 els russos van atacar el fort de Kyzyl Arvat, però la Guerra Russo-Otomana va impedir seguir endavant. El 1879 es va fer una nova expedició des de Chikishlar i es va atacar als tekes o tekkes al seu fort de Gök-Tepe a l'oasi d'Akhal. Després d'un atac d'artilleria els russos van assaltar el fort però els turcmans van lluitar de manera excepcional i van matar 450 atacants, que es van haver de retirar cap a la costa de la mar Càspia. Aquesta derrota fou un revulsiu pels russos, que van decidir posar fi a la resistència dels turcmans.
El 1880 el tsar Alexandre va cridar al general Mikhail Skobelev a Sant Petersburg i li va ordenar conquerir Akhal Tekke. Skobolev, conegut com el General Blanc tenia una gran reputació i va considerar que la clau de l'èxit estava en el transport, ordenant construir una via fèrria des del port d'Asunada, al sud de Krasnovodsk, a la mar Càspia, fins a Kyzyl Arvat al país turcman; la munició de l'artilleria aniria acompanyada de petroli per cremar les tendes, ja que la munició normal feia poc mal a les yurtes. A final d'any l'exèrcit rus va rodejar Gök-Tepe i després de diverses lluites, es van fer pasos subterranis sota les muralles i el 24 de gener de 1881 una part de les muralles es va ensorrar; la lluita fou llavors cos a cos i quatre mil turcmans foren massacrats per un nombre força major de russos ben armats i altres foren morts en la fugida. Els russos van perdre 30 homes. Els altres turcmans es van desmoralitzar i el govern de Khivà que esperava recuperar la independència va veure que això no passaria i que els russos no podien ser aturats. Skobolev es va vantar de la matança dient que com més morts es produïen més temps estaven després sense revoltar-se. Després es va negociar la submissió de les tribus de turcmans a l'oasi de Merv, completant la conquesta del territori, i es va crear la província de Transcàspia, cinquena i darrere del Govern General del Turquestan. L'avanç amenaçava els interessos britànics i es va considerar imminent una guerra russo-britànica però finalment el 1887 es va establir una comissió de delimitació de les fronteres a l'Afganistan.
La dominació russa no va suposar grans beneficis a curt termini. La política era de no interferència i el país va restar aïllat i retardat. Muhammad Rahim Bahadur Khan II va assistir a la coronació d'Alexandre III de Rússia a Moscou (1881) i va retornar amb cigarrets, un telèfons, i corseteria per les dones de l'harem. Una escola russa es va obrir a Khivà el 1884 per un oficial que va tornar d'una visita a Moscou i Sant Petersburg. Van seguir escoles per nois i noies a Petro-Alexandrovsk i una biblioteca el 1907, mentre altres escoles s'obrien a Shurakhan i Shımbay. Però els beneficiats eren l'aristocracia i oficialitat russa i els notables locals i la població va romandre analfabeta o només educada pels mul·làs en les mekteb (escoles elementals religioses), on només s'ensenyava l'Alcorà; els personatges principals enviaven als fills a les madrasses de Khivà o de Bukharà. El principal hospital es va obrir a Shabbaz (moderna Biruniy) i centres assistencials a No'kis i Shımbay, però la població no tenia accés a la sanitat i la mortalitat era molt alta. Els russos van construir algunes carreteres entre les quals la "Catterea Russa" de Petro-Alexandrovsk a Shımbay per No'kis. El general Kaufman proposava un ferrocarril d'Orenburg a Taixkent pel Karakum però no es va arribar a fer.
La línia fèrria construïda el 1881 s'havia d'estendre el 1885-1885 a Aşgabat però el conflicte amb la Gran Bretanya va fer prioritària la línia de Taixkent i el 1886 aquesta línia va arribar a Chardjui; després va seguir cap al nord amb un pont de fusta al Amudarià el 1887 arribant a Samarcanda el 1888 i finalment el 1898 a Taixkent. Una altra línia fou construïda d'Orenburg a Àralsk vers 1900 arribant a Taixkent el 1906.
Durant aquest domini rus es va desenvolupar molt el comerç; centenars de mercaders i comerciants russos van arribar al país i es va passar dels tres milions de rubles el 1873 als divuit milions el 1908.
L'oposició a l'autocràcia del tsar havia crescut des de l'arribada del tsar Nicolau II de Rússia el 1894. Les idees marxistes es van difondre entre la intelligentsia; un moviment radical d'estudiants es va desenvolupar a les universitats, i les idees s'estenien entre els treballadors augmentant les vagues i aldarulls. A una vaga d'estudiants el 1899 va seguir una revolta de camperols a Ucraïna el 1902, una campanya de bombes en la que van morir alguns ministres i la derrota a la guerra amb el Japó. El manifestants pacífics del Palau d'Hivern del 1905 foren massacrats per la guàrdia del tsar en el "Diumenge de Sang", que va anar seguit d'una vaga general que va obligar el tsar a reformes limitades incloent la creació de la Duma. A Khivà amb només 6.000 russos a tot el kanat, aquestes inquietuds no arribaven fàcilment. El kan havia abolit la tortura el 1888 però no hi havia una demanda d'això entre la població nativa. Però l'agitació de Rússia hi havia d'arribar poc o molt, i es va notar després de 1905. Les idees revolucionàries importades es van difondre en part pels exiliats a la presó de Petro-Alexandrovsk. Pescadors, grangers, treballadors del cotó, soldats, mariners de la flotilla, començaven a protestar pel salari i el govern autoritari. La població del delta es queixava de l'aprofitament dels boscos de taiga per cremar que no els deixava el seu ús per engreixar als ramats o per llenya per ells mateixos (que no podien comprar-la). Però el governador no va donar satisfacció a les queixes i va reprimir als dissidents i activistes que foren exiliats a Sibèria. La mala collita el 1910 va produir moltes morts de fam especialment als districtes de Shımbay i Ko'k O'zek al delta, però també al de Khivà; els grangers rics foren atacats i la gent refusava pagar les taxes o particiàr als treballs col·lectius com la neteja del canals. Es van formar unions revolucionàries a Khivà, Urgendj, Khanqa i Dashoguz.
El principal grup polític local eren uns joves intel·lectuals fills de begs i de mercaders rics educats en escoles musulmanes o a universitats russes o turques, que foren anomenats els jadidistes; eren modernistes i volien la independència. A l'inici del segle xx van esdevenir el moviment principal d'oposició si bé la seva força principal era a Taixkent i a Vall de Ferganà. Si les reformes que van seguir al Diumenge de Sang de 1905 haguessin continuat l'oposició hauria minvat, però en els següents anys el govern autoritari es va restablir i els exiliats a Sibèria cada dia eren més; el 1907 la segona Duma fou dissolta i 65 diputats exiliats a Sibèria. A Khivà com a Bukharà els reformistes locals foren enviats a l'exili igualment.
La manca de fre de les idees revolucionaris i la corrupció creixent a l'Àsia central russa, van aconsellar al govern iniciar una investigació de les causes que fou encarregada al noble letó comte Konstantin Konstantinovitx Pahlen, un bon administrador que parlava diverses llengües europees, el qual va rebre poders senatorials, i un equip d'inspectors i auditors, i se li va donar un termini d'un any. Va arribar a Taixkent el juny de 1908 i va passar per Àralsk (abans Raimask). El centre de la investigació foren no obstant Taixkent, Samarcanda, Bukharà, Aşgabat i Bixkek; fins al juny de 1909 no va anar a Khivà. De Petro-Alexandrovsk es va dirigir a la capital amb una escorta de cosacs d'Orenburg, on va rebre en audiència de cortesia al kan i va romandre dos dies; després va retornar via Urgendj. Phalen va posar al descobert alguns casos de corrupció a la flotilla russa.
Muhammad Rahim Bahadur Khan II va morir d'un atac de cor el setembre de 1910, succeint-lo el seu fill Isfandiyar Jurji Bahadur Khan (1910-1918).